# Великоглибочецька сільська рада
Великоглибочецька сільська́ ра́да — адміністративно-територіальна одиниця та орган місцевого самоврядування в Тернопільському районі Тернопільської області. Адміністративний центр — село Великий Глибочок.

## Загальні відомості
Великоглибочецька сільська рада утворена в 1991 році.
- Територія ради: 25 км²
- Населення ради: 2 444 особи (станом на 2001 рік)
- Територією ради протікають річки Серет, Нестерівка

## Населені пункти
Сільській раді були підпорядковані населені пункти:
- с. Великий Глибочок

## Населення
За переписом населення України 2001 року в сільській раді мешкали 2404 особи.

### Мова
Розподіл населення за рідною мовою за даними перепису 2001 року:
| Мова       | Відсоток |
| ---------- | -------- |
| українська | 99,22 %  |
| російська  | 0,57 %   |
| білоруська | 0,08 %   |
| польська   | 0,08 %   |

## Географія
Великоглибочецька сільська рада межує з:
- Тернопільською міською радою
- Плотицькою сільською радою
- Білецькою сільською радою
- Івачеводолішнівською сільською радою

## Пам'ятки
Сільській раді підпорядковані:
- гідрологічний заказник «Серетський» площею 138,6 га
- орнітологічний заказник «Чистилівський» площею 136,5 га
- комплексна пам'ятка природи відслонення сармату площею 1,5 га

## Склад ради
Рада складалася з 16 депутатів та голови.
- Староста села: Кузьма Роман Романович[3]

### Керівний склад попередніх скликань
| Прізвище, ім'я, по батькові   | Основні відомості                                                                     | Дата обрання | Дата звільнення |
| ----------------------------- | ------------------------------------------------------------------------------------- | ------------ | --------------- |
| Івасечко Василь Степанович    | Сільський голова, 1958 року народження, член Всеукраїнського об'єднання «Батьківщина» | 26.03.2006   | 31.10.2010      |
| Закітнюк Богдан Володимирович | Сільський голова, 1954 року народження, освіта вища                                   | 31.10.2010   |                 |
| Кузьма Роман Романович        | Сільський староста, 1987 року народження, освіта вища                                 | 31.10.2019   |                 |

Примітка: таблиця складена за даними сайту Верховної Ради України

### Депутати
За результатами місцевих виборів 2010 року депутатами ради стали:

#### За суб'єктами висування
| Суб'єкт висування               | Кількість обраних депутатів | %    |
| ------------------------------- | --------------------------- | ---- |
| Самовисування                   | 8                           | 50   |
| Українська Народна Партія       | 7                           | 43,8 |
| Політична партія «Наша Україна» | 1                           | 6,3  |

#### За округами
| № округу                        | Прізвище, ім'я, по батькові           | Дата визнання обраним | Освіта             | Партійна приналежність                | Відомості про обраного депутата                              |
| ------------------------------- | ------------------------------------- | --------------------- | ------------------ | ------------------------------------- | ------------------------------------------------------------ |
| Політична партія «Наша Україна» |                                       |                       |                    |                                       |                                                              |
| 4                               | Семенина Васиь Володимирович          | 31.10.2010            | середня спеціальна | член Політичної партії «Наша Україна» | загальноосвітня школа І-ІІІ ст. с. Великий Глибочок, завгосп |
| Українська Народна Партія       |                                       |                       |                    |                                       |                                                              |
| 1                               | Головатий Ігор Олегович               | 31.10.2010            | середня спеціальна | член Української Народної Партії      | приватний підприємець                                        |
| 2                               | Блажієвська Ірина Омельянівна         | 31.10.2010            | середня спеціальна | член Української Народної Партії      | АЛЗПСМ с. Великий Глибочок, медсестра                        |
| 8                               | Млиновська Марія Михайлівна           | 31.10.2010            | середня спеціальна | член Української Народної Партії      | ПП, «Еліт-Меблі», с. Великий Глибочок, комірник              |
| 12                              | Кочан Марія Богданівна                | 31.10.2010            | вища               | член Української Народної Партії      | Львівський центр електромереж, інженер                       |
| 14                              | Федірко Володимир Ярославович         | 31.10.2010            | вища               | член Української Народної Партії      | приватний підприємець                                        |
| 15                              | Жлобніцький-Мотало Олег Васильович    | 31.10.2010            | вища               | член Української Народної Партії      | приватний підприємець                                        |
| 16                              | Кінах Володимир Васильович            | 31.10.2010            | середня спеціальна | член Української Народної Партії      | тимчасово не працює                                          |
| Самовисування                   |                                       |                       |                    |                                       |                                                              |
| 3                               | Бойко Лілія Ярославівна               | 31.10.2010            | вища               | позапартійна                          | загальноосвітня школа І-ІІІ ст. с. Великий Глибочок, вчитель |
| 5                               | Полотнянко-Крива Світлана Ярославівна | 31.10.2010            | вища               | позапартійна                          | с. Великий Глибочок, Сільська рада, землевпорядник           |
| 6                               | Шльорко Зеновій Миколайович           | 31.10.2010            | середня спеціальна | позапартійний                         | Тернопільський РЕМ, електрик                                 |
| 7                               | Матвіїшин Володимир Ярославович       | 31.10.2010            | середня спеціальна | позапартійний                         | приватний підприємець                                        |
| 9                               | Кузьма Роман Романович                | 31.10.2010            | вища               | позапартійний                         | Тернопільський апеляційний суд, секретар                     |
| 10                              | Кудрик Наталія Богданівна             | 31.10.2010            | середня спеціальна | позапартійна                          | приватний підприємець                                        |
| 11                              | Блажієвська Марія Григорівна          | 31.10.2010            | вища               | позапартійна                          | КП «Велико Глибочецке», бухгалтер                            |
| 13                              | Шайда Іван Богданович                 | 31.10.2010            | середня            | позапартійний                         | Львівський центр електромереж, механік                       |